# Squaw

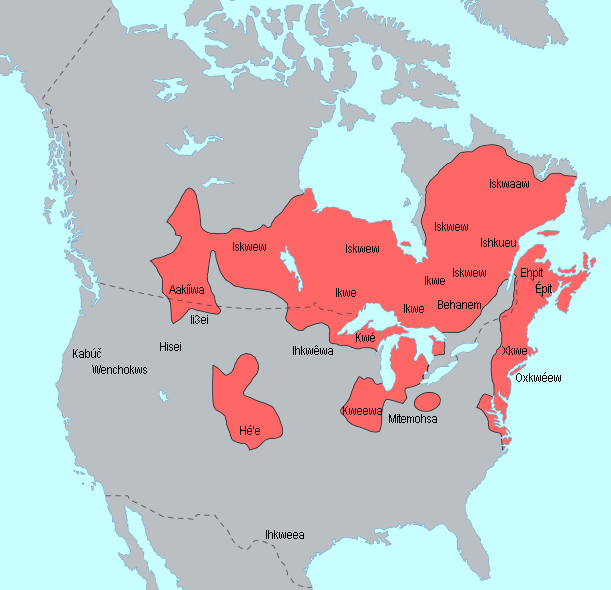
Das Wort „Frau“ in den Algonkin-Sprachen

Das Wort Squaw [skwɔː] ist in den heute ausgestorbenen östlichen Algonkin-Sprachen Neuenglands das Wort für „Frau“. Es wurde im 17. Jahrhundert aus der Massachusett-Sprache ins Englische entlehnt und bezeichnet dort heute eine indianische Frau.

## Wortstamm in Algonkin-Sprachen
Der Wortstamm (rekonstruiertes Ur-Algonkin *eθkweːwa) tritt in praktisch allen Algonkin-Sprachen mit der ursprünglichen Bedeutung „Frau“ auf. So heißt es auf Massachusett squá (ussqua, eshqua), auf Narragansett squaw (eskwa), auf Cree iskwēw, in den Lenape-Sprachen xkwē (əxkwew), auf Shawnee ekwēwa und auf Ojibwe ikwe, auf Cheyenne dagegen hee (he'eo'o).

## Konnotation des Lehnworts
Gegen Mitte der 1990er Jahre kam in den Vereinigten Staaten eine bald von vielen Indianerverbänden unterstützte Kampagne auf, die das Wort zu einem herabsetzenden und rassistischen Schimpfwort (Ethnophaulismus) deklarierte und forderte, es aus dem allgemeinen Sprachgebrauch zu verbannen und die zahlreichen Orte in den USA, die das Wort enthalten, umzubenennen. Die Kampagne fußte auf der Behauptung, dass das Wort von der irokesischen Bezeichnung für Vagina (etwa Mohawk ojiskwa) abgeleitet sei. Obwohl diese Etymologie wissenschaftlich unhaltbar ist, wurden in Minnesota und Arizona tatsächlich Ortsnamen geändert.
Eine andere Version besagt, dass das Wort „Squaw“ von den Weißen zu einem Schimpfwort für die indianischen Frauen weißer Siedler umfunktioniert wurde. Auf Grund des Frauenmangels in den Grenzgebieten im Westen kam es häufig zu solchen Partnerschaften.
Gemäß der Secretary's Order No. 3404 vom 19. November 2021 des US-amerikanischen Innenministeriums ist das Wort „Squaw“ ein abwertender Begriff und aus dem offiziellen Sprachgebrauch zu entfernen. Infolgedessen wurden sämtliche geographischen Bezeichnungen, in denen das Wort enthalten war, geändert.